# Solidaridad (sociología)

Bandera de Bélgica con palabras de solidaridad por los Atentados de Bruselas de 2016.

En sociología, solidaridad se refiere a la actitud de unidad basada en  metas o intereses comunes; es un término que se refiere a ayudar sin recibir nada a cambio con la aplicación de lo que se considera bueno y sin fines de lucro. Así mismo, se refiere a los lazos sociales que unen a los miembros de una sociedad entre sí. Algunos sociólogos introdujeron definiciones específicas de este término. Entre ellos, uno de los más famosos fue Émile Durkheim.
Lo que constituye la base de la solidaridad y cómo se pone en práctica varía según las sociedades. En las sociedades del Sur Global puede basarse principalmente en el parentesco y los valores compartidos, mientras que las sociedades del Norte Global acumulan diversas teorías sobre lo que contribuye al sentimiento de solidaridad o, mejor dicho, a la cohesión social.
La solidaridad es también uno de los seis principios de la Carta de los Derechos Fundamentales de la Unión Europea y el 20 de diciembre de cada año se celebra el Día Internacional de la Solidaridad Humana reconocido como observancia internacional. Los conceptos de solidaridad se mencionan en la Declaración Universal sobre Bioética y Derechos Humanos, pero no se definen con claridad. A medida que aumentan la investigación y la producción de biotecnología y mejoras biomédicas, es importante la necesidad de definir claramente la solidaridad dentro de los marcos de los sistemas sanitarios. No se menciona en el Convenio Europeo de Derechos Humanos ni en la Declaración Universal de Derechos Humanos de las Naciones Unidas, por lo que tiene un significado jurídico menor en comparación con los derechos básicos.

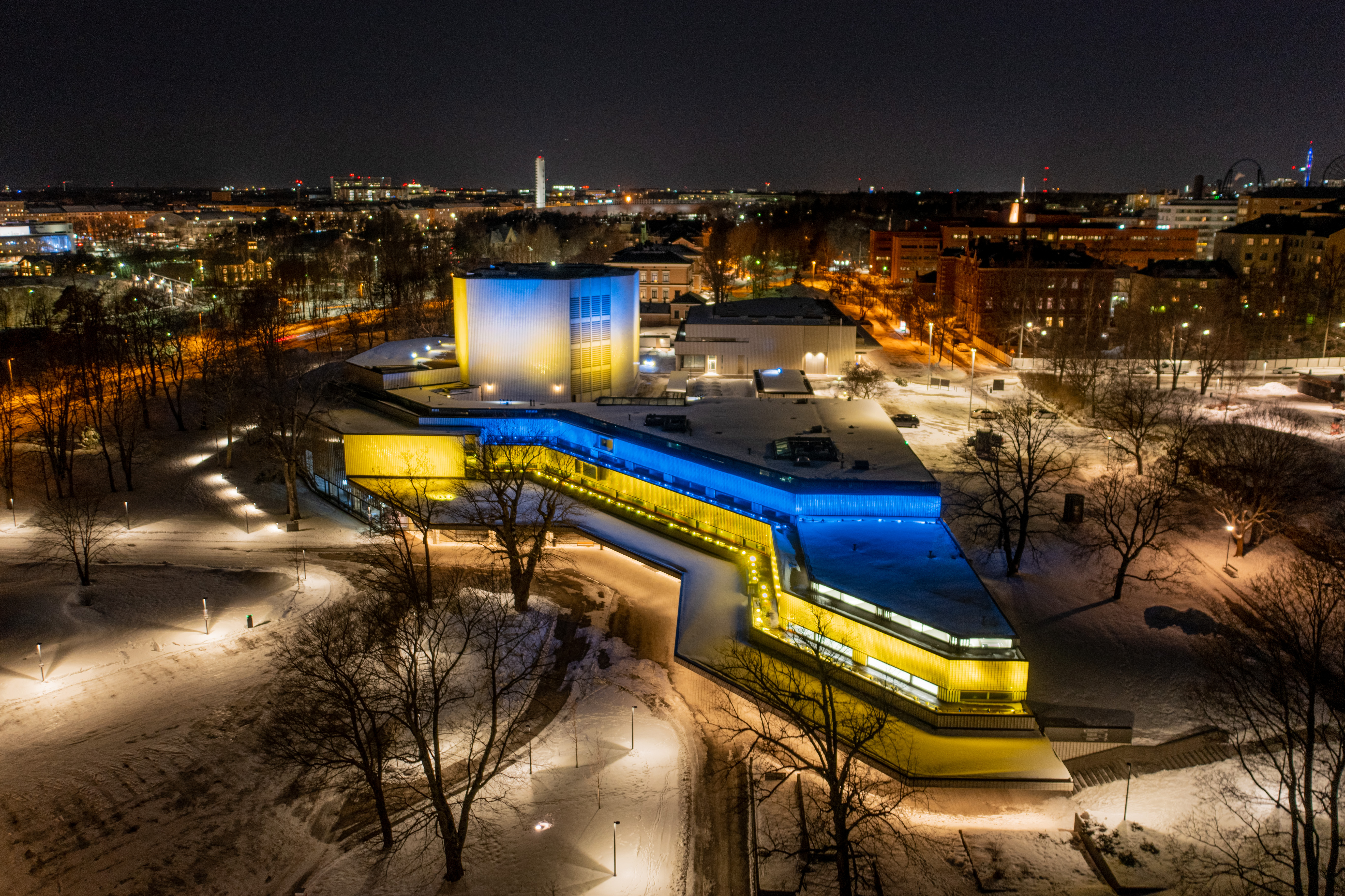
El Teatro Municipal de Helsinki en Helsinki, Finlandia iluminado con los colores de la bandera de Ucrania, en solidaridad con Ucrania durante la invasión rusa de Ucrania en 2022.

## Historia

### Socialización del concepto
Los términos solidaire y solidairement ya aparecían en el lenguaje jurídico francés en el siglo XVI. Están relacionados con el concepto jurídico romano in solidum, derivado de la palabra latín solidus, que significa «en nombre del todo». En el código de Napoleón, la solidaridad significaba la responsabilidad conjunta de los deudores hacia un acreedor común y no era un principio jurídico primario.
El Conservadurismo, tras la Revolución Francesa, introdujo el concepto de «solidaridad», desvinculado del ordenamiento jurídico, como reacción contra el rápido cambio social y como anhelo de una sociedad estable. Durante la Monarquía de Julio, Pierre Leroux, un socialista utópico que también se dice que acuñó el término socialismo, también introdujo el concepto de solidaridad no legal. Auguste Comte, el llamado fundador de la sociología, adoptó el concepto en el sentido de interdependencia social entre las personas. Comte vinculó la solidaridad al concepto de altruismo como opuesto al egoísmo. En lugar de hacer hincapié en el individuo, el altruismo hace hincapié en la responsabilidad común y la solidaridad. Las interpretaciones de Pierre Leroux y Auguste Comte dieron lugar a la idea de una solidaridad social específica como base del orden social.
Tras la Revolución Francesa, en la segunda mitad del siglo XIX surgieron en Francia nuevas interpretaciones científicas e ideológicas de la solidaridad. El concepto adoptó variantes sociológicas (Émile Durkheim), económicas (Charles Gide), jurídicas (Léon Duguit) y políticas (Léon Bourgeois). Pensadores con distintos acentos moldearon el significado del concepto de solidaridad para adaptarlo a sus propios fines.
Los comuneros de París, por ejemplo, cambiaron el lema revolucionario de «fraternidad» por el de «solidaridad». Algunos economistas liberales franceses también empezaron a utilizar el término «solidaridad», pero cambiaron su significado en una dirección individualista. Liberalistas sostenían que la interdependencia entre las personas significaba que éstas también debían responsabilizarse de sus actos sin que interviniera el Estado. Charles Gide, un economista que se oponía al liberalismo, desarrolló su propia interpretación del concepto e incluso propuso la solidaridad como nombre de una nueva escuela de economía.
A través de estas etapas, a principios del siglo XX, la solidaridad se había convertido en un término genérico que podía asociarse a casi todo lo que se consideraba bueno y progresista. La Feria Universal de París de 1900 fue acompañada de un congreso sobre «la educación social y la nueva solidaridad». La Iglesia católica también empezó a utilizar el concepto popular de solidaridad. Según el sociólogo Steven Lukes, la solidaridad desempeñó un papel en la Francia de la época casi tan fuerte e influyente como lo hizo el individualismo en los Estados Unidos en la misma época.

## Tipos de solidaridad según Durkheim
La solidaridad es el aspecto social que se entiende como la capacidad de entregarse a otros individuos pensando en estos como semejantes; es decir, poder compartir un hogar, alimentos, sentimientos, etcétera, con otro ser vivo sin pensar en su situación económica, tomando en cuenta también que los bienes no son solo lo material.

### Solidaridad mecánica
También denominada solidaridad por similitud, se da con mucha más frecuencia y presencia en los países poco desarrollados o en las sociedades primitivas, ya que ésta se caracteriza por una total competencia de cada individuo en la mayoría de los trabajos, dándose tan sólo una mínima diferenciación a razón de edad, género y especie.

### Solidaridad orgánica
También denominada solidaridad por consenso. Durkheim afirma que la fuerte especialización, capacidad o habilidad de cada individuo origina una gran interdependencia, base de la cohesión y solidaridad grupal, de las personas con su sociedad. A esta clase la llama solidaridad orgánica. Así, cada miembro posee una parte de los conocimientos generales y sus recursos, por lo que todos dependen de todos. Este tipo de solidaridad se suele presentar en las sociedades desarrolladas. Encontramos en esta concepción la parte negativa en la que una excesiva especialización podría desembocar en la anomia. Durkheim establece que estas sociedades funcionan como un organismo vivo, donde cada cual tiene una función, y si uno falla se enferma el organismo. Para lo cual, en esta se da el derecho restitutivo, el cual se caracteriza por tener la función de re-educar al individuo, para que se mantenga en su eje, sin formar conflictos en la sociedad.
Emerge a raíz de la diferenciación de funciones y de la división del trabajo. En la medida en que los individuos especializan sus funciones requieren de otros individuos para sobrevivir. Por ejemplo, la familia. La familia que antes era autosuficiente, era capaz de servir entrelazada. La familia moderna requiere de otros, es dependiente del resto de los individuos de la sociedad[cita requerida]. En las formas de solidaridad orgánica los individuos se desmarcan del grupo, formando una esfera propia de acción, pero al mismo tiempo la división del trabajo y la separación de funciones es la fuente o condición de equilibrio social.

## Bioética
La solidaridad es un concepto reemergente en la filosofía contemporánea dentro de varios subcampos del derecho, la ética y la filosofía política. Los primeros filósofos antiguos como Sócrates y Aristóteles discuten la solidaridad como un marco de ética de la virtud porque para vivir una buena vida uno debe realizar acciones y comportarse de forma solidaria con la comunidad.
Un enfoque notable en bioética es identificar la solidaridad principalmente como una práctica de tres niveles promulgada a nivel interpersonal, comunitario y contractual y legal. Este enfoque está impulsado por la búsqueda de diferenciar entre las diversas aplicaciones del concepto y aclarar su significado, tanto históricamente como en términos de su potencial como concepto fructífero para las cuestiones morales, sociales y políticas contemporáneas. La práctica moderna de la bioética está significativamente influenciada por el concepto de Kant del Imperativo categórico. El artículo del pastor y filósofo Fritz Jahr "Bioética: Una revisión de las relaciones éticas del ser humano con los animales y las plantas" refina el discurso original de Kant sobre el imperativo categórico incluyendo la noción de Imperativo Bioético.
La tecnología biomédica también ha introducido la solidaridad como concepto central de la bioética. Estudiosos como Ori Levi, llamar la atención sobre las implicaciones negativas de las mejoras biomédicas. Otro académico, el Dr. Meulen ter Ruud, analiza la aplicación de la solidaridad en los sistemas sanitarios.

### Imperativo
Fritz Jahr describe que la bioética se compone en última instancia de "disciplina académica, principio y virtud". Esto remite a la profunda influencia de Sócrates en la normalización de la bioética y sus prácticas. Jahr utiliza el Imperativo Categórico de Kant para demostrar la práctica obligatoria, aunque innatamente humana, del Imperativo Bioético:
"De ello resulta que el principio rector de nuestras acciones es el Imperativo Bioético: Respetar a todo ser vivo en general como un fin en sí mismo, y tratarlo, si es posible, como tal"
 como surge en las relaciones no sólo entre el ser humano consciente, sino también con las plantas y otras especies animales. Jahr cree plenamente que para practicar verdaderamente la bioética, uno debe ser solidario con todas las formas de vida. Si uno sólo decide ser solidario con los seres humanos, entonces no debería comportarse virtuosamente de ninguna manera.